# Amerikaans 3×3-basketbalteam (mannen)
Het Amerikaans nationaal 3×3-basketbalteam, is een team van 3×3-basketballers dat de Verenigde Staten vertegenwoordigt in internationale wedstrijden.

## Olympische Spelen
| Jaar   | Plaats              | WG                  | W                   | V                   | PV                  | PT                  |
| ------ | ------------------- | ------------------- | ------------------- | ------------------- | ------------------- | ------------------- |
| 2020   | Niet gekwalificeerd | Niet gekwalificeerd | Niet gekwalificeerd | Niet gekwalificeerd | Niet gekwalificeerd | Niet gekwalificeerd |
| 2024   | Kwalificatie bezig  | Kwalificatie bezig  | Kwalificatie bezig  | Kwalificatie bezig  | Kwalificatie bezig  | Kwalificatie bezig  |
| Totaal | 0/1                 | 0                   | 0                   | 0                   | 0                   | 0                   |

## Wereldkampioenschap
| Jaar   | Plaats              | WG                  | W                   | V                   | PV                  | PT                  |
| ------ | ------------------- | ------------------- | ------------------- | ------------------- | ------------------- | ------------------- |
| 2012   | 7                   | 7                   | 5                   | 2                   | ?                   | ?                   |
| 2014   | 14                  | 6                   | 2                   | 4                   | ?                   | ?                   |
| 2016   | 2                   | 7                   | 6                   | 1                   | ?                   | ?                   |
| 2017   | 7                   | 5                   | 3                   | 2                   | ?                   | ?                   |
| 2018   | Niet gekwalificeerd | Niet gekwalificeerd | Niet gekwalificeerd | Niet gekwalificeerd | Niet gekwalificeerd | Niet gekwalificeerd |
| 2019   | 1                   | 7                   | 7                   | 0                   | ?                   | ?                   |
| 2022   | 7                   | 6                   | 4                   | 2                   | ?                   | ?                   |
| 2023   | 2                   | 7                   | 6                   | 1                   | ?                   | ?                   |
| Totaal | 7/8                 | 45                  | 33                  | 12                  | ?                   | ?                   |